# Qingtian

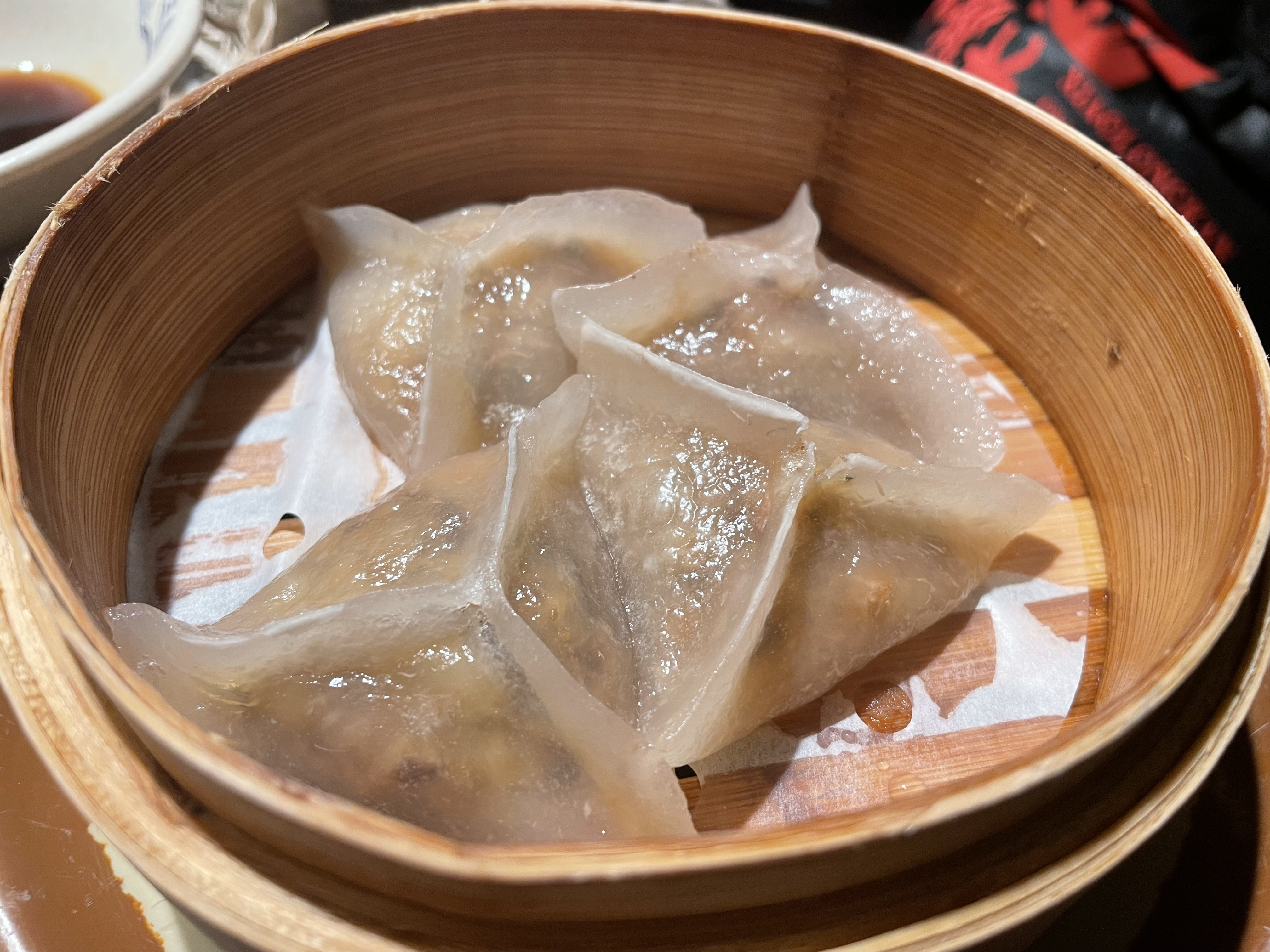
Plato típico local.

Qingtian (chino: 青田县, pinyin: Qīngtián xiàn) es un condado suburbano bajo la administración directa de la ciudad-prefectura de Lishui, República Popular China. Ubicado en el sudeste de la provincia de Zhejiang, colinda con el río Ou (Oujiang). El condado tiene una población de más de 300.000 habitantes y un área de 2.493 kilómetros cuadrados, con un clima subtropical monzónico. La temperatura media anual es de 18,3 °C con unas precipitaciones de 1747 mm. 
Qingtian tiene una dilatada historia, con personas destacadas y es famoso por ser el "hogar de los tallados de piedra" (jade y otros minerales) o la "ciudad de los chinos de ultramar". Es muy común que estos chinos de ultramar vuelvan a su tierra para mantener contacto con sus raíces, siendo hasta 200.000 habitantes (en general jóvenes) los que vienen de visita en verano.

## Emigración a España
La gran mayoría de la emigración china a España proviene de Qingtian en la provincia de Zhejiang, o de la ciudad próxima de Wenzhou. Los adultos todavía saben hablar el dialecto de Qingtian, 青田话, pero entre los más jóvenes su conocimiento y uso va disminuyendo.
El dialecto del condado de Qingtian, en la provincia de Zhejiang, es uno de los dialectos chuqu de la rama wu de las lenguas siníticas. El dialecto de Qingtian tiene semejanzas significativas con el dialecto de la ciudad próxima de Wenzhou.

## Patrimonio agrícola mundial
El ecosistema de los campos de arroz modificados para el cultivo de peces de Qingtian forma parte de los Sistemas Importantes del Patrimonio Agrícola Mundial (SIPAM). La asociación peces-arroz en los mismos campos inundados posee numerosas ventajas. Los peces proveen fertilizante y comen larvas y maleza, reducen el uso de fertilizantes químicos, pesticidas y herbicidas para control de insectos y malezas. Se cultivan unas 20 variedades nativas de arroz, intercaladas con huertas familiares, ganado, aves de corral, setos y frutales nativos, incluyendo raíz de loto, judías, ñame, berenjenas, ciruelas chinas (Prunus simonii) y morera, seis razas nativas de carpas y otras cinco especies de peces, además de un gran número de especies vegetales con propósitos medicinales.
Este sistema se remonta a 1200 años, durante la dinastía Qing, en que ya se construían diques para albergar peces en los campos de arroz.

## Personas relevantes
- Chen Cheng, comandante del Ejército Nacional Revolucionario, vicepresidente y primer ministro de Taiwán